# شهرستان زلین
ناحیهٔ زلین (به لاتین: Zlín District) یک ناحیه در جمهوری چک است که در منطقه زلین واقع شده‌است. ناحیهٔ زلین ۱٬۰۳۳٫۵۹ کیلومتر مربع مساحت و ۱۹۲٬۸۴۹ نفر جمعیت دارد.